# Pyridine-N-oxide
Pyridine-N-oxide is een heterocyclische aromatische verbinding met als brutoformule C5H5NO. De stof komt voor als een kleurloze vaste stof, die zeer goed oplosbaar is in water. De structuur van pyridine-N-oxide is afgeleid van pyridine.

## Synthese
Pyridine-N-oxide kan worden bereid door de oxidatie van pyridine met een peroxycarbonzuur. Deze kunnen in situ bereid worden door een mengsel van een carbonzuur en waterstofperoxide te maken. Een klassieke reactie is deze tussen pyridine en perazijnzuur bij 85°C:
Een alternatieve oxidatiemethode is deze met peroxomonozwavelzuur.

## Eigenschappen en reacties
Bij het uitvoeren van een elektrofiele aromatische substitutie op de aromatische ring worden selectief de ortho- en para-posities ten opzichte van het stikstofatoom gederivatiseerd. Dat is te wijten aan de verhoogde elektronendichtheid op deze specifiek koolstofatomen. Het geoxideerde stikstofatoom, dat deel uitmaakt van de aromatische ring, verhoogt immers de elektronendichtheid in de ring zelf. In pyridine zelf treedt eerder reactie op de meta-positie op. Op deze manier kan pyridine-N-oxide dienen als tijdelijk intermediair voor de vorming van 2- of 4-gesubsituteerde pyridinederivaten.
Na afloop van de reacties kan het oxide gereduceerd worden (deoxygenering). Voor deze reductie worden driewaardige fosforverbindingen (zoals trifenylfosfine) of vijfwaarde zwavelverbindingen gebruikt. Verder kunnen ook samarium(II)jodide, zinkchloride en chroom(II)chloride ingezet worden bij de deoxygenering van pyridine-N-oxide of derivaten. De reductie met ammoniumformiaat in aanwezigheid van palladium op koolstof leidt niet enkel tot een deoxygenering, maar tot verdere hydrogenering van de aromatische pyridinering, zodat derivaten van piperidine bekomen worden. Dit is een variant op de klassieke Leuckart-Wallach-reactie.

## Toepassingen
Pyridine-N-oxide behoort tot de stofklasse der amineoxiden en wordt als zodanig in de organische synthese gebruikt als oxidator. Dit wordt echter niet zeer vaak gedaan, aangezien efficiëntere en goedkopere oxidatoren voorhanden zijn. Daarnaast kan pyridine-N-oxide ingezet worden als ligand in de coördinatiechemie.